# 风华往事
《风华往事》（英語：Shanghai Picked Flowers，又名《十里洋场拾年花》）是2024年播出的中国大陆民初爱情剧，由盛一伦、穆婷婷、王铭铎、劉宇橋、秦海璐、马苏、吴谨言、陈紫函、甘婷婷、柳岩、杨紫嫣、陈雅斓、刘钇彤領銜主演。
2024年1月15日在爱奇艺和腾讯视频首播。

## 演員列表
- 盛一伦 饰演 馮一倫
- 穆婷婷 饰演 白柳霜
- 王铭铎 饰演 黎若义
- 劉宇橋 饰演 吉利
- 潘辰 饰演 陈姝玉
- 何佳怡 饰演 三姐
- 史梵希 饰演 林继达
- 曾昂 饰演 黎天明
- 张晶晶 饰演 苗阿翠
- 耿英埔 饰演 梁建勋
- 馬麗 饰演 黎太太

### 一宵冷雨葬名花
- 秦海璐 饰演 阮钰
- 李宗翰 饰演 唐季珊

### 只羡鸳鸯不羡仙
- 马苏 饰演 程羽枚
- 张桐 饰演 邵醉翁

### 两情缱绻无分离
- 陈紫函 饰演 林若宁
- 许榕真 饰演 严琦君
- 斯琴高娃 饰演 老古怪

### 几多昏晓名利场
- 甘婷婷 饰演 許萊依
- 曾虹畅 饰演 汤明生

### 物是人非事事休
- 刘钇彤 饰演 杨丽华
- 张鹰 饰演 徐沛

### 转眼乞丐人皆谤
- 柳岩 饰演 周芳菲
- 陈牧扬 饰演 罗家华

### 等闲变却故人心
- 杨紫嫣 饰演 王海伦

### 等柳暗花明又一村
- 陈雅斓 饰演 娄燕
- 程诚 饰演 何川
- 刘誉坤 饰演 韩秘书
- 岳躍利 饰演 邢老板

### 举世浮萍随逝水
- 吴谨言 饰演 姚粒
- 徐佳 饰演 鄭銘

### 一寸丹心蓶报国
- 赵恺依 饰演
- 赵滨 饰演

## 原声带
| 曲序 | 曲目                   |              | 作曲   | 演唱           |
| ---- | ---------------------- | ------------ | ------ | -------------- |
| 1.   | 戀語1910（宣傳推廣曲） | 劉鳳瑤、二水 | 劉鳳瑤 | 摩登兄弟劉宇寧 |

## 外部連結
- 《十年阳光十年华》的新浪微博
- 豆瓣电影上《风华往事》的資料 （简体中文）